# Phyllophaga niquirana
Phyllophaga niquirana är en skalbaggsart som beskrevs av Moron 1990. Phyllophaga niquirana ingår i släktet Phyllophaga och familjen Melolonthidae. Inga underarter finns listade i Catalogue of Life.